# Rubia Fátima Martins
Rubia Fátima Martins (* 13. Juni 2000 in Dili) ist eine osttimoresische Leichtathletin, die sowohl im Hindernislauf als auch im Langstreckenlauf aktiv ist.

## Sportliche Laufbahn
Erste internationale Erfahrungen sammelte Rubia Fatima Martins bei den Jugendasienmeisterschaften 2017 in Bangkok, bei denen sie im 3000-Meter-Lauf in 10:58,29 Min. den siebten Platz belegte. Im Jahr darauf nahm sie erstmals an den Asienspielen in Jakarta teil und belegte dort im Hindernislauf mit neuem Landesrekord von 11:15,27 min den 13. Platz. Sie ging auch über 5000 Meter an den Start und wurde dort 14. 2019 erreichte sie bei den Südostasienspielen in Capas in 18:00,22 min den vierten Platz über 5000 Meter und wurde im 10.000-Meter-Lauf in 38:23,30 Min. Fünfte.

## Persönliche Bestleistungen
- 3000 Meter: 10:29,07 Min., 27. März 2017 in Ilagan
- 5000 Meter: 17:35,86 Min., 28. August 2018 in Jakarta
- 10.000 Meter: 38:23,30 Min., 8. Dezember 2019 in Capas
- 3000 m Hindernis: 11:15,27 Min., 27. August 2018 in Jakarta (osttimoresischer Rekord)